# Prestholmen (Finnmark)
Pour les articles homonymes, voir Prestholmen.
Prestholmen est une île norvégienne rattachée administrativement à Vardø, kommune du comté deFinnmark.

## Description
Prestholmen se situe dans la mer de Barents, entre l'île Reinøya et l'île Hornøya.
C'est une île inhabitée mesurant environ 200 m de long sur 100 m de large.